# Selección de waterpolo de Venezuela
La Selección de waterpolo de Venezuela es el equipo formado por jugadores de nacionalidad venezolana, que representa a Venezuela en las competiciones internacionales de waterpolo.

## Palmarés

### Selección mayor
- Juegos Suramericanos:
  -  Medalla de bronce: 2018.[1]

- Juegos Bolivarianos:
  -  Medalla de plata: 2013, 2017.